# آریبرت موگ
آریبرت موگ (آلمانی: Aribert Mog; ۳ اوت ۱۹۰۴ – ۲ اکتبر ۱۹۴۱) بازیگر سینما اهل آلمان بود.
از فیلم‌ها یا برنامه‌های تلویزیونی که وی در آن نقش داشته‌است می‌توان به خلسه اشاره کرد.